# 살풀이춤
살풀이춤(Korean shamanic dance, Salpuri-Chum)은 한국의 무속 의식(巫俗儀式)에서 액(厄)을 풀어낸다는 뜻인 곧, 살(煞)을 푸는 춤이다.

## 개요
살풀이춤은 한국 사람들이 그해의 나쁜 운을 풀기 위해 벌였던 굿판에서 무당이 나쁜기운을 풀기 위해 추는 즉흥적인 춤을 말하며, ‘도살풀이춤’ 또는 ‘허튼춤’이라고도 한다. 원래는 수건춤, 산조춤, 즉흥춤이라는 이름의 수건춤이었으나 춤꾼 한성준이 1903년에 극장공연에서 살풀이란 말을 쓴 데서부터 살풀이라는 이름이 비롯되었다.
춤꾼은 고운 쪽머리에 비녀를 꽂고 백색의 치마 저고리를 입으며, 멋스러움과 감정을 한껏 나타내기 위해 하얀 수건을 들고 살풀이 곡에 맞추어 춤을 춘다. 지금의 살풀이춤은 경기지방과 호남지방에서 계승된 춤으로 알려지고 있으며, 조선 중기 이후 나라가 안정되고 서민문화가 활발히 전개되면서부터 광대들의 춤으로 발전하게 되었다. 일제강점기 때 굿이 금지되자, 무당들 중 일부가 집단을 만들어 춤을 다듬으면서 점차 예술적 형태를 갖추게 되어 오늘날 한국춤의 대표로 정착하였다.
살풀이춤은 살풀이 가락에 맞춰 슬픔을 환희의 세계로 승화시키는 인간의 감정을 아름다운 춤사위로 표현하는 춤으로서 예술적 가치가 큰 고전무용이다.

## 특징
살풀이는 무속 의식(巫俗儀式)에서 액(厄)을 풀어낸다는 뜻인 곧, 살(煞)을 푸는 춤으로 일명 도살풀이라고도 한다. 예로부터 그 해의 액을 풀기 위하여 굿판을 벌이고 살을 푸는 춤을 추어 왔으므로 무속(巫俗)에서 파생된 것으로 보여지나, 무속의 형식이나 동작은 보이지 않는다. 그러나 음악 중 살풀이 장단이라는 독특한 무악(巫樂) 장단이 있다. 따라서 이 춤은 남도(南道) 무무(巫舞) 계통이라는 설이 있다. 또 일설에는 처음에 무당들이 살풀이 가락에 맞추어 신(神)을 접하기 위한 수단으로 춤을 추었으나, 뒷날 이들이 관기(官妓)가 되거나 사당패(社堂牌)로 그 신분을 달리 하였고, 다시 사당패가 분화되어 기녀(妓女)로 탈바꿈하는 동안 변화되면서 점차 멋을 부려 아름다움을 보이는 기법으로 변천하여 기방무용(妓房舞踊)으로 계승ㆍ발전한 것으로 보고 있다.
이러한 변천과정에서 살풀이춤은 기방인(妓房人)들에 의해 그 호칭이 입춤즉흥무ㆍ수건춤 등으로 불리면서 보편화된 춤사위가 생성되어 오늘에 이르렀다고 한다. 그러나 이 춤이 어느 시기에 살풀이춤으로 개칭되었는지는 알 수 없다. 문헌상으로는 1934년에 한성준(韓成俊)이 <조선음악무용연구소>를 창립하고 1936년에 부민관에서 제1회 한성준무용발표회를 하면서 방안춤을 극장무대에 올려 최초로 살풀이춤이라는 명칭을 사용하였다고 한다. 그 뒤 점차 대중 사이에서 본격적인 살풀이춤이 등장하였으며, 살풀이춤은 한민족의 정서를 대변하는 춤으로서 그 예술성을 인정하여 계승되고 있는 것이다. 이 춤을 전문적으로 연희해 온 사람으로는 이동안(李東安), 김숙자(金淑子), 이매방(李梅芳), 한영숙(韓英淑) 등을 들 수 있다.

## 같이 보기
- 민살풀이춤

## 참고 자료
- 살풀이춤 - 국가유산청 국가유산포털

 본 문서에는 서울특별시에서 지식공유 프로젝트를 통해 퍼블릭 도메인으로 공개한 저작물을 기초로 작성된 내용이 포함되어 있습니다.